# Aleksandar Pešić
Aleksandar Pešić (cyr. Александар Пешић; ur. 21 maja 1992 w Niszu) – serbski piłkarz występujący na pozycji napastnika we  klubie FK Crvena zvezda.

## Kariera klubowa
W 2008 roku trafił do greckiego klubu OFI 1925. Szybko odkryto jego talent i już w sezonie 2008/2009 był zawodnikiem pierwszej drużyny, w której zadebiutował w greckiej ekstraklasie. W 2010 roku przeszedł do Sheriffa Tyraspol.
15 sierpnia 2013 roku podpisał kontrakt z pierwszoligowym FK Jagodina.
12 czerwca 2014 roku podpisał kontrakt z francuskim Toulouse FC. Kwota transferu wyniosła 0,8 mln euro. W 2016 roku wypożyczono go do włoskiego klubu Atalanta BC.
4 lipca 2017 roku podpisał kontrakt z FK Crvena zvezda.
| Sezon   | Klub                     | Kraj     | Rozgrywki         | Mecze | Bramki | Rozgrywki Europy                    | Mecze | Bramki |
| ------- | ------------------------ | -------- | ----------------- | ----- | ------ | ----------------------------------- | ----- | ------ |
| 2008/09 | OFI 1925                 | Grecja   | Superleague       | 1     | 0      | –                                   | –     | –      |
| 2009/10 | OFI 1925                 | Grecja   | Bêta Ethnikí      | 12    | 1      | –                                   | –     | –      |
| 2010/11 | Sheriff Tyraspol         | Mołdawia | Divizia Națională | 11    | 5      | –                                   | –     | –      |
| 2011/12 | Sheriff Tyraspol         | Mołdawia | Divizia Națională | 23    | 14     | –                                   | –     | –      |
| 2012/13 | Sheriff Tyraspol         | Mołdawia | Divizia Națională | 24    | 7      | Liga Mistrzów UEFA Liga Europy UEFA | 3 2   | 0 0    |
| 2013/14 | Sheriff Tyraspol         | Mołdawia | Divizia Națională | 1     | 0      | Liga Mistrzów UEFA                  | 3     | 0      |
| 2013/14 | FK Jagodina              | Serbia   | Super liga        | 22    | 13     | –                                   | –     | –      |
| 2014/15 | Toulouse FC              | Francja  | Ligue 1           | 34    | 6      | –                                   | –     | –      |
| 2015/16 | Toulouse FC              | Francja  | Ligue 1           | 23    | 2      | –                                   | –     | –      |
| 2016/17 | Atalanta BC (wyp.)       | Włochy   | Serie A           | 6     | 0      | –                                   | –     | –      |
| 2017/18 | FK Crvena zvezda Belgrad | Serbia   | Super liga Srbije | 35    | 25     | Liga Europy UEFA                    | 1     | 0      |

Stan na: 21 czerwca 2018